# Chipre en los Juegos Olímpicos de Sochi 2014
Chipre estuvo representado en los Juegos Olímpicos de Sochi 2014 por dos deportistas que compitieron en esquí alpino. Responsable del equipo olímpico fue el Comité Olímpico Chipriota, así como las federaciones deportivas nacionales de cada deporte con participación.
El portador de la bandera en la ceremonia de apertura fue el esquiador alpino Konstantinos Papamijaíl. El equipo olímpico chipriota no obtuvo ninguna medalla en estos Juegos.